# Procerodes lobata
Procerodes lobata är en plattmaskart som först beskrevs av Schmidt 1862.  Procerodes lobata ingår i släktet Procerodes och familjen Procerodidae. Inga underarter finns listade i Catalogue of Life.